# Torres i baluards de l'Alguer

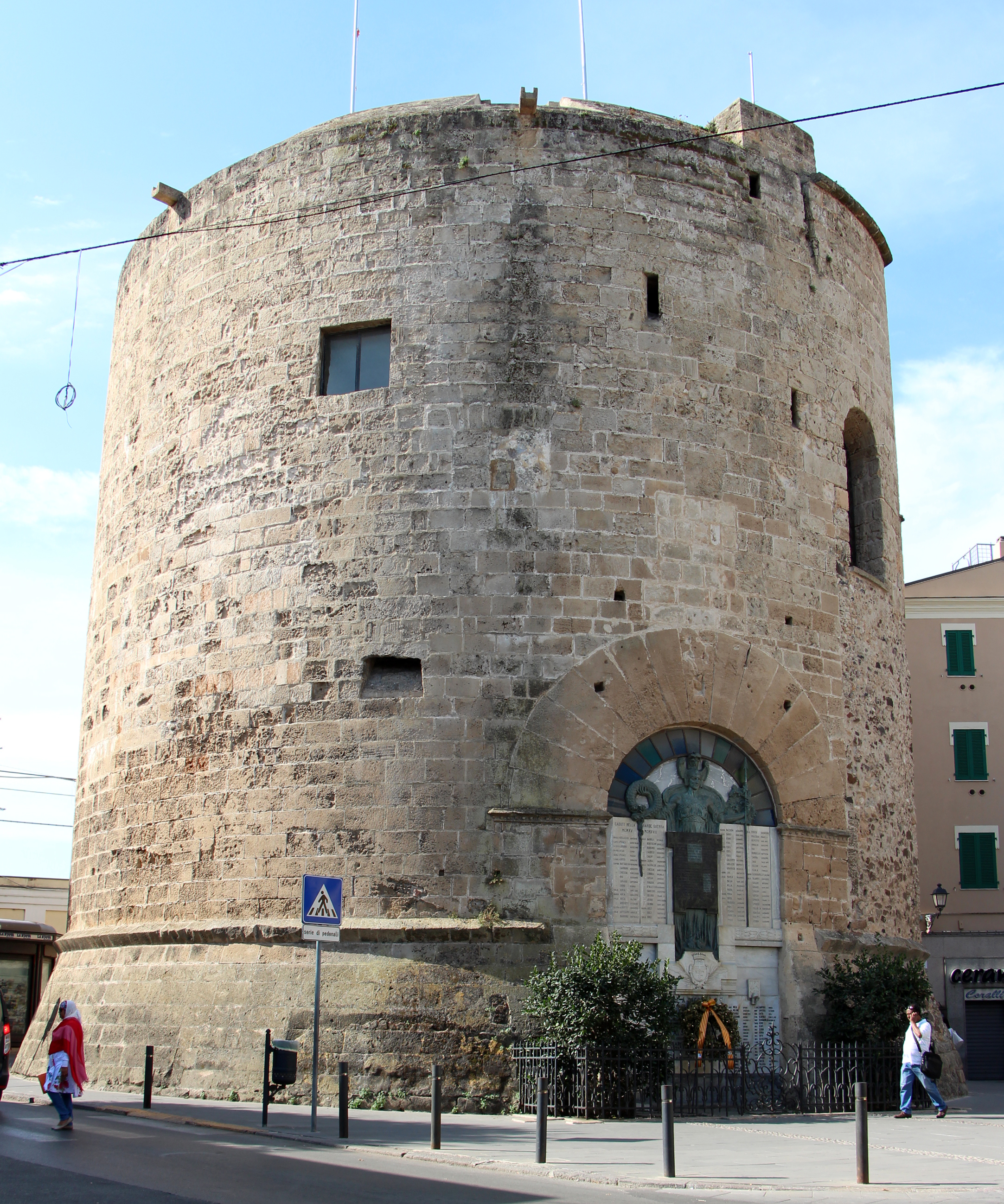
La Porta a terra

l'Alguer és una de les poques ciutats fortificades italianes que ha conservat al voltant del 70% de les seves muralles (falta la part del fort de la Magdalena a la Torre de l'Esperó Reial), amb les torres contigües recentment millorades per la restauració, les muralles ofereixen un passeig pel mar que envolta la ciutat vella, i s'uneixen amb el Lungomare Dante construït els anys cinquanta de segle xx.

## Baluard

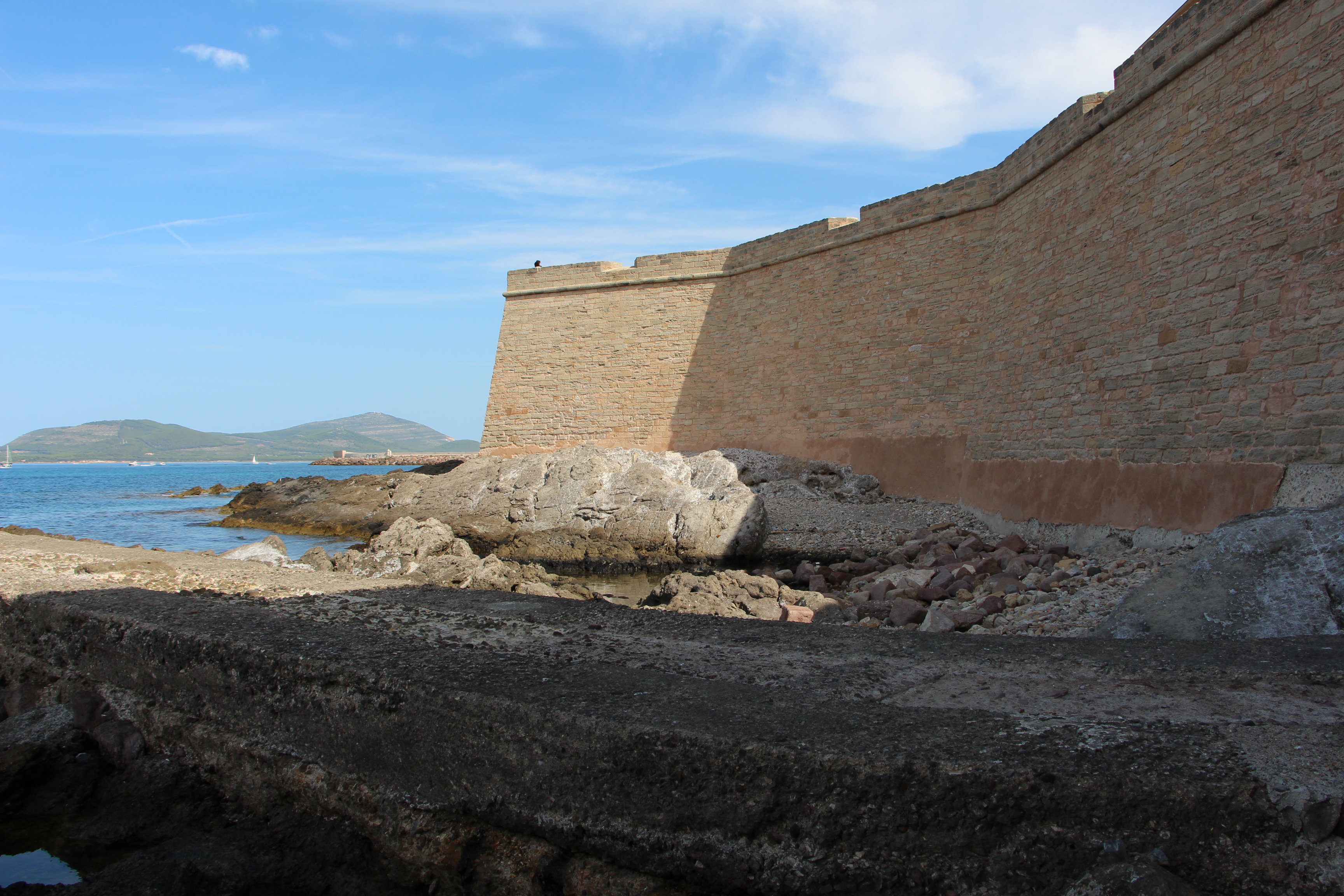
Baluard sobre el mar

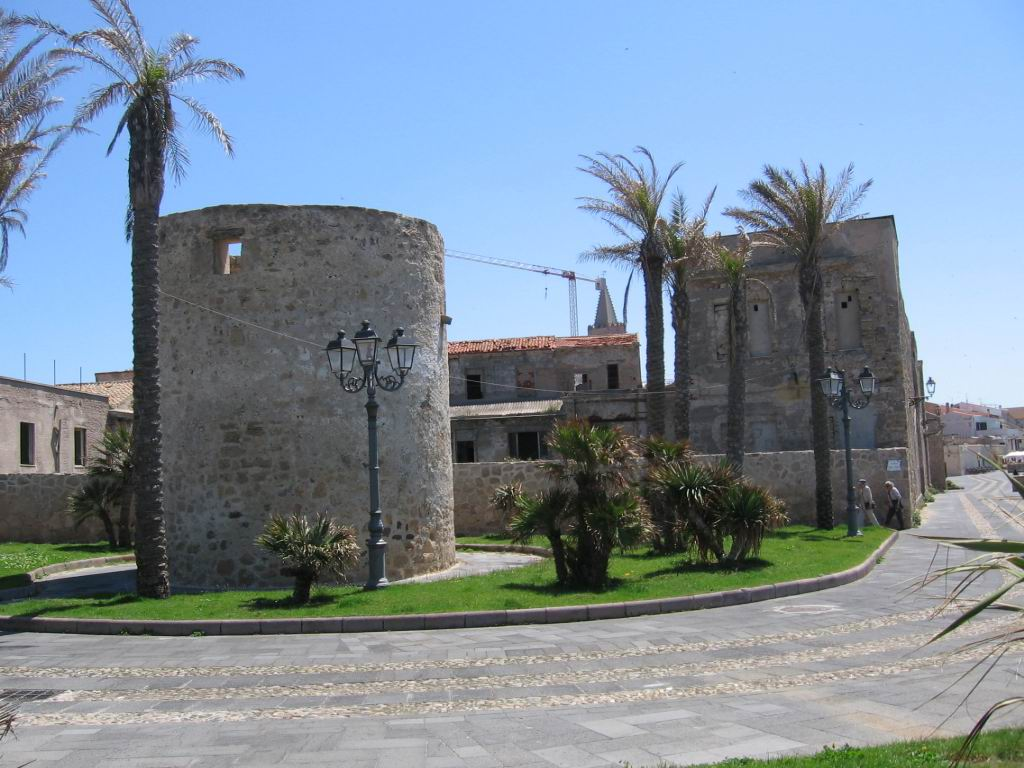
Torre de la Polvorera

Els baluards que defensaven la ciutat vella des del mar són de l'era catalanoaragonesa i a partir de la Plaça de Sulis estan dedicats a la memòria dels navegants famosos: 
- Baluard Cristòfor Colom
- Baluard Marco Polo
- Baluard Antonio Pigafetta
- Baluard Ferdinando Magellano
- Baluard de la Magdalena

## Forts
- Fort de la Maddalena
- Fort de l'Esperó
- Fort de Montalbano

## Torres urbanes
- Torre del Portal
- Torre de Sant Joan
- Torre de l'Esperó Reial
- Torre de Sant Jaume
- Torre de la Polvorera
- Torre di Sant'Elmo, o della Madonnina

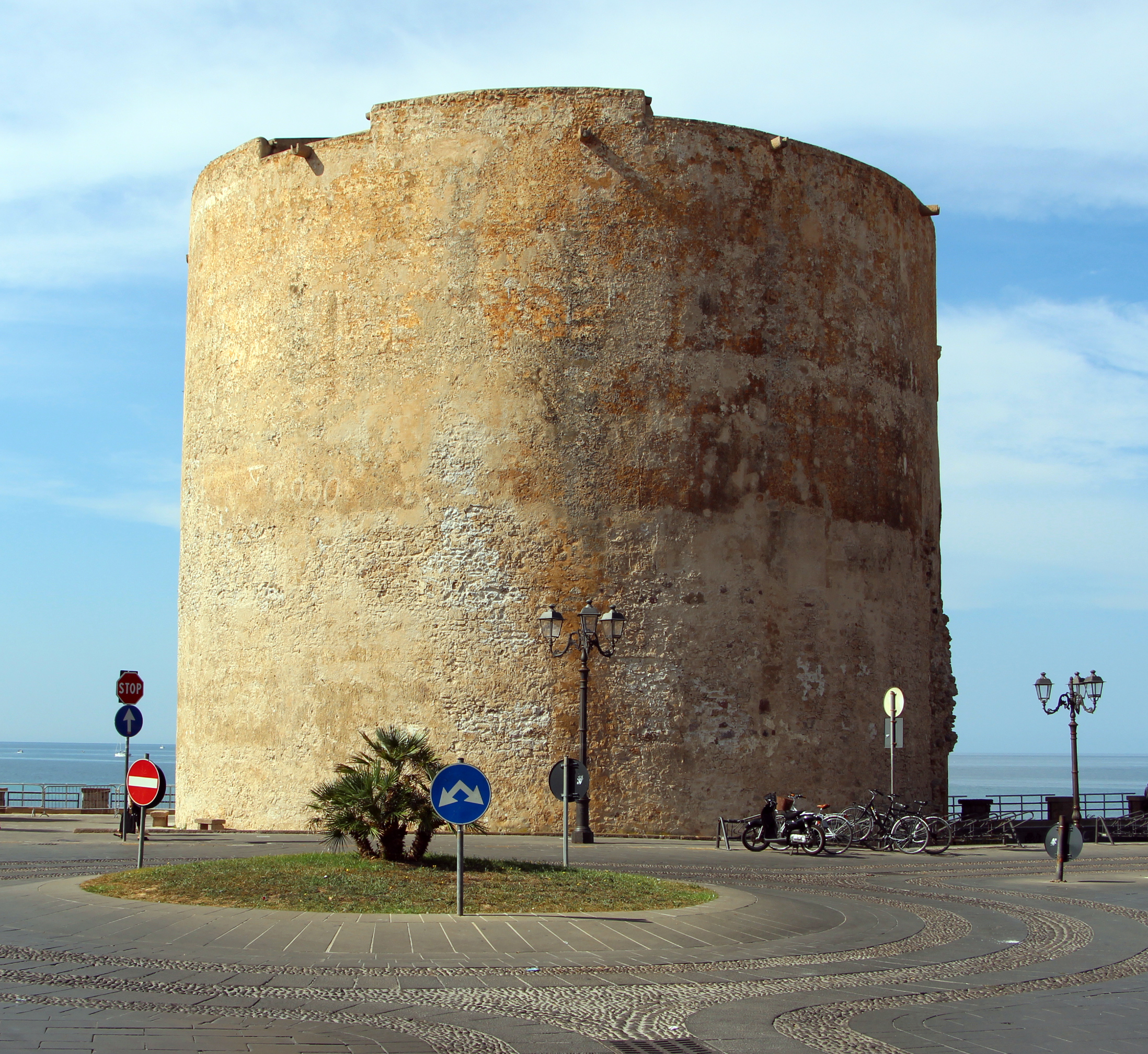
Torre de l'Esperó Reial o de Sulis

- Torre di Garibaldi, o della Maddalena, on hi ha el for homònim

## Torres extraurbanes
- Torre del Llatzeret, a pocs quilòmetres de Fertília[3]
- Torre Nova
- Torre del Bulu
- Torre de la Penya
- Torre del Portitxol
- Torre del Tramarill
- Torre de l'Esperança, en les proximitats de la platja, a l'extrem sud de la frontera del comú.
- Torre del Lliri

Però no sols les fortificacions aragoneses són presents al territori de l'Alguer: Durant la Segona Guerra Mundial molts forts i fortaleses es van erigir aquí i arreu de Sardenya per defensar la costa i l'interior del país; molts d'ells encara estan sent utilitzats com a habitatge temporal, tot i que és evident que hi ha tensions amb les bases OTAN (en especial amb la base de l'Esperança), que requereix que almenys emmurallessin els túnels encara utilitzables al costat de l'àrea militar.